# Пирожкова Олена Сергіївна
Олена Сергіївна Пирожкова (англ. Elena Sergey Pirozhkova; нар. 13 жовтня 1986, Новокузнецьк, Кемеровська область, РРФСР) —  американська борчиня вільного стилю, переможниця і триразова призерка чемпіонатів світу, чотириразова чемпіонка Панамериканських чемпіонатів, призерка Панамериканських ігор, призерка Кубку світу, учасниця двох Олімпійських ігор.

## Біографія

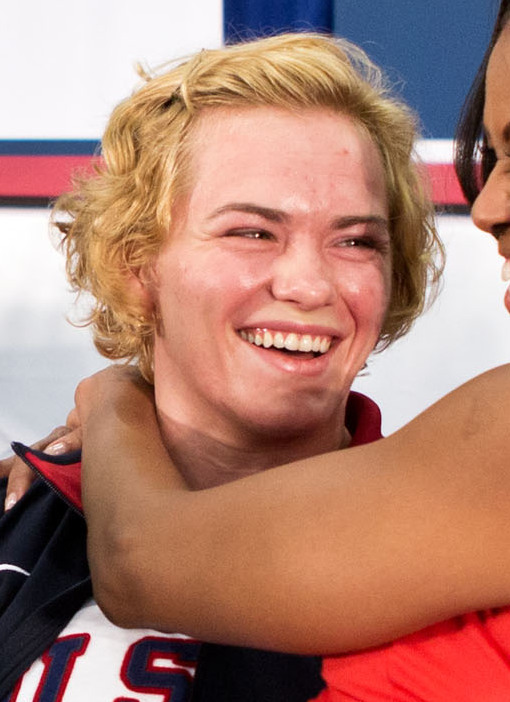
Олена Пирожкова підхоплює на руки Мішель Обаму напередодні літніх Олімпійських ігор 2012 року у Лондоні

В Новокузнецьку, де жила родина Олени до еміграції, були важкі побутові умови. Вони жили без водопроводу, далеко від автобусної зупинки. Крім того, члени родини були євангелістами і піддавались в радянському і пострадянському суспільстві релігійним утискам і гонінням. Через це родина Пирожкових, як і багато інших парафіян євангельських церков колишнього Радянського Союзу, змушені були виїхати до США. Зараз родина Пирожкових, в якій дев'ятеро дітей, мешкає в Колорадо-Спрингс, штат Колорадо. Тренується Олена теж у колишнього росіянина — екс-москвича Владислава Ізбойникова.
Під час зустрічі американських спортсменів з першою леді США Мішель Обамою напередодні літніх Олімпійських ігор 2012 року у Лондоні, відбувся курйозний випадок. Коли Мішель Обама підійшла привітатися з Оленою Пирожковою, та несподівано підняла її на руки.

## Спортивні результати на міжнародних змаганнях

### Виступи на Олімпіадах
| Змагання                    | Збірна | Вагова категорія          | Місце |
| --------------------------- | ------ | ------------------------- | ----- |
| Літні Олімпійські ігри 2012 | США    | жіноча боротьба, до 63 кг | 14    |
| Літні Олімпійські ігри 2016 | США    | жіноча боротьба, до 63 кг | 5     |

### Виступи на Чемпіонатах світу
| Змагання                        | Збірна | Вагова категорія          | Місце  |
| ------------------------------- | ------ | ------------------------- | ------ |
| Чемпіонат світу з боротьби 2008 | США    | жіноча боротьба, до 67 кг | 8      |
| Чемпіонат світу з боротьби 2009 | США    | жіноча боротьба, до 63 кг | 7      |
| Чемпіонат світу з боротьби 2010 | США    | жіноча боротьба, до 63 кг | Срібло |
| Чемпіонат світу з боротьби 2011 | США    | жіноча боротьба, до 63 кг | 5      |
| Чемпіонат світу з боротьби 2012 | США    | жіноча боротьба, до 63 кг | Золото |
| Чемпіонат світу з боротьби 2013 | США    | жіноча боротьба, до 63 кг | Бронза |
| Чемпіонат світу з боротьби 2014 | США    | жіноча боротьба, до 63 кг | Срібло |
| Чемпіонат світу з боротьби 2015 | США    | жіноча боротьба, до 69 кг | 10     |

### Виступи на Панамериканських чемпіонатах
| Змагання                                   | Збірна | Вагова категорія          | Місце  |
| ------------------------------------------ | ------ | ------------------------- | ------ |
| Панамериканський чемпіонат з боротьби 2007 | США    | жіноча боротьба, до 67 кг | Срібло |
| Панамериканський чемпіонат з боротьби 2008 | США    | жіноча боротьба, до 67 кг | Золото |
| Панамериканський чемпіонат з боротьби 2009 | США    | жіноча боротьба, до 63 кг | Золото |
| Панамериканський чемпіонат з боротьби 2010 | США    | жіноча боротьба, до 63 кг | Золото |
| Панамериканський чемпіонат з боротьби 2012 | США    | жіноча боротьба, до 63 кг | 9      |
| Панамериканський чемпіонат з боротьби 2016 | США    | жіноча боротьба, до 69 кг | Золото |

### Виступи на Панамериканських іграх
| Змагання                  | Збірна | Вагова категорія          | Місце  |
| ------------------------- | ------ | ------------------------- | ------ |
| Панамериканські ігри 2011 | США    | жіноча боротьба, до 63 кг | Срібло |

### Виступи на Кубках світу
| Змагання                    | Збірна | Вагова категорія          | Місце  |
| --------------------------- | ------ | ------------------------- | ------ |
| Кубок світу з боротьби 2009 | США    | жіноча боротьба, до 63 кг | 5      |
| Кубок світу з боротьби 2010 | США    | жіноча боротьба, до 67 кг | 8      |
| Кубок світу з боротьби 2010 | США    | жіноча боротьба, до 63 кг | 6      |
| Кубок світу з боротьби 2011 | США    | жіноча боротьба, до 63 кг | 5      |
| Кубок світу з боротьби 2012 | США    | жіноча боротьба, до 63 кг | 7      |
| Кубок світу з боротьби 2013 | США    | жіноча боротьба, до 63 кг | Срібло |
| Кубок світу з боротьби 2014 | США    | жіноча боротьба, до 63 кг | 6      |
| Кубок світу з боротьби 2015 | США    | жіноча боротьба, до 69 кг | 4      |

### Виступи на інших змаганнях
| Змагання                                                | Збірна | Вагова категорія                 | Місце  |
| ------------------------------------------------------- | ------ | -------------------------------- | ------ |
| Міжнародний меморіал Дейва Шульца 2006                  | США    | жіноча боротьба, до 63 кг        | Срібло |
| Міжнародний меморіал Дейва Шульца 2007                  | США    | жіноча боротьба, до 67 кг        | Бронза |
| Klippan Lady Open 2007                                  | США    | жіноча боротьба, до 67 кг        | Золото |
| Klippan Lady Open 2008                                  | США    | жіноча боротьба, до 63 кг        | Срібло |
| Чемпіонат світу з боротьби серед студентів 2008         | США    | жіноча боротьба, до 67 кг        | Золото |
| Міжнародний меморіал Дейва Шульца 2009                  | США    | жіноча боротьба, до 63 кг        | Золото |
| Золотий Гран-прі з боротьби 2010 (Красноярськ)          | США    | жіноча боротьба, до 63 кг        | 5      |
| Міжнародний меморіал Дейва Шульца 2010                  | США    | жіноча боротьба, до 63 кг        | Срібло |
| Золотий Гран-прі з боротьби 2010 (Баку)                 | США    | жіноча боротьба, до 63 кг        | Бронза |
| Чемпіонат світу з боротьби серед студентів 2010         | США    | жіноча боротьба, до 67 кг        | Золото |
| Міжнародний турнір Ньюйоркського атлетичного клубу 2010 | США    | жіноча боротьба, до 63 кг        | Срібло |
| Міжнародний меморіал Дейва Шульца 2011                  | США    | жіноча боротьба, до 63 кг        | Бронза |
| Гран-прі Туркуена з боротьби 2011                       | США    | жіноча боротьба, до 63 кг        | Бронза |
| Міжнародний меморіал Дейва Шульца 2012                  | США    | жіноча боротьба, до 63 кг        | Золото |
| Кубок Канади з боротьби 2012                            | США    | жіноча боротьба, до 63 кг        | Золото |
| Міжнародний меморіал Дейва Шульца 2013                  | США    | жіноча боротьба, до 63 кг        | Золото |
| Об'єднаний турнір з 4 видів боротьби 2013               | США    | multiple Style Event, до LF63 кг | Золото |
| Битва на водоспаді 2013                                 | США    | жіноча боротьба, до 63 кг        | Срібло |
| Гран-прі Іспанії з боротьби 2013                        | США    | жіноча боротьба, до 63 кг        | Золото |
| Міжнародний турнір Олімпія 2013                         | США    | жіноча боротьба, до 63 кг        | Срібло |
| Золотий Гран-прі з боротьби 2013 (Баку)                 | США    | жіноча боротьба, до 67 кг        | Золото |
| Henri Deglane Challenge 2013                            | США    | жіноча боротьба, до 67 кг        | Золото |
| Міжнародний меморіал Дейва Шульца 2014                  | США    | жіноча боротьба, до 69 кг        | Срібло |
| Кубок Гранми з боротьби 2014                            | США    | жіноча боротьба, до 69 кг        | Золото |
| Гран-прі Іспанії з боротьби 2014                        | США    | жіноча боротьба, до 63 кг        | Золото |
| Золотий Гран-прі з боротьби 2014 (Баку)                 | США    | жіноча боротьба, до 63 кг        | Золото |
| Міжнародний меморіал Дейва Шульца 2015                  | США    | жіноча боротьба, до 69 кг        | Золото |
| Кубок Гранми з боротьби 2015                            | США    | жіноча боротьба, до 69 кг        | Золото |
| Відкритий кубок Монголії з боротьби 2015                | США    | жіноча боротьба, до 69 кг        | 5      |
| Гран-прі Іспанії з боротьби 2015                        | США    | жіноча боротьба, до 69 кг        | Бронза |
| Золотий Гран-прі з боротьби 2015                        | США    | жіноча боротьба, до 63 кг        | Золото |
| Олімпійські випробування США 2016                       | США    | жіноча боротьба, до 63 кг        | Золото |
| Відкритий чемпіонат Польщі з боротьби 2016              | США    | жіноча боротьба, до 63 кг        | 5      |
| Міжнародний меморіал Дейва Шульца 2017                  | США    | жіноча боротьба, до 69 кг        | Бронза |
| Гран-прі Іспанії з боротьби 2018                        | США    | жіноча боротьба, до 68 кг        | 9      |